# David Corrêa da Fonseca
David Corrêa da Fonseca, mais conhecido como David (Serra, 17 de outubro de 1995), é um futebolista brasileiro que atua como atacante. Atualmente, joga pelo Vasco da Gama.

## Carreira

### Antecedentes
Natural de Serra, Espírito Santo, David iniciou a carreira nas categorias de base do Rio Branco-ES. Antes de sair do clube, David marcou o primeiro gol do Rio Branco no retorno ao Estádio Kleber Andrade após a reforma. No segundo semestre de 2014, se transferiu para o Vitória, onde atuou no time sub-20 antes de ser integrado no time de profissionais.

### Vitória
Após ser um dos destaques do Vitória na Copa do Brasil Sub-20 de 2014, David foi promovido à equipe profissional para a temporada do ano seguinte. Estreou pelo clube em 30 de maio de 2015, entrando como substituto em uma derrota fora de casa para o Botafogo por 2 a 0, pela Série B de 2015. Seu primeiro gol pelo clube aconteceu em 11 de julho, marcando o único gol de uma vitória fora de casa por 1 a 0 sobre o Paraná.
A temporada de 2017 pode ser vista como aquela em que David se firmou no time titular. Disputando 63 jogos e marcando 11 gols, foi o atleta do Vitória que mais atuou no mesmo ano. Números expressivos, uma vez que o clube contratou 27 jogadores para a temporada, seis deles atacantes. Mesmo assim, David se manteve firme na equipe principal. David foi eleito a revelação do Campeonato Baiano e integrou a seleção dos melhores jogadores da Copa do Nordeste. Chegou a receber uma oferta do futebol chinês, mas foi recusada pelo clube.
Pelo Vitória, fez 109 partidas e marcou 16 gols.

### Cruzeiro
Em 27 de janeiro de 2018, o Vitória anunciou a venda de David ao Cruzeiro, por um valor que gira em torno de R$ 10 milhões. O clube baiano ainda reteve 23% dos direitos econômicos do jogador visando uma futura venda. Após o acerto, porém, os dois clubes divergiram sobre o prazo do pagamento. O Vitória explicava que ainda não havia recebido o dinheiro e que esperava o retorno do atacante. Do outro lado, o Cruzeiro argumentava que apenas faria o depósito no momento em que David se recuperasse de sua lesão, que inclusive estava sendo tratada na Toca da Raposa I.
Sua estreia pelo clube aconteceu em 22 de abril de 2018, entrando como substituto em uma derrota fora de casa para o Fluminense por 1 a 0, pelo Campeonato Brasileiro de 2018. Marcou seu primeiro gol pelo clube em 14 de novembro, marcando o único gol de uma vitória em casa contra o Corinthians por 1 a 0.
Titular absoluto na temporada de 2019, David foi severamente criticado pelos torcedores do Cruzeiro devido às suas consideradas atuações abaixo da média, principalmente por ficar praticamente 9 meses sem marcar um gol pelo clube. No mesmo ano, o Cruzeiro foi rebaixado pela primeira vez na história no Campeonato Brasileiro de 2019.
No dia 10 de janeiro de 2020, depois de faltar ao treinamento no dia anterior, o Cruzeiro foi informado que o jogador havia entrado na Justiça do Trabalho para conseguir sua liberação por causa dos mais de três meses de salários. Em 23 de janeiro, a liminar foi concedida e o contrato foi rescindido. No dia 11 de fevereiro, ficou acordado então que Cruzeiro estava livre do pagamento de R$ 1,5 milhão em débitos de Éderson e David por atraso de salários, FGTS e direitos de imagem. Em contrapartida, haveria ainda a garantia do recebimento de R$ 2,7 milhões em dinheiro e o fim de uma ação movida por André Cury.
Pelo Cruzeiro, fez 70 partidas e marcou 4 gols.

### Fortaleza
Em 30 de janeiro de 2020, David foi anunciado pelo Fortaleza, assinando por um contrato de três anos. Para trazer o jogador, que estava no Cruzeiro e foi um dos pedidos do técnico Rogério Ceni, o clube tricolor desembolsou R$ 5 milhões de reais por 45% dos direitos econômicos do atacante. Na época, foi considerada a maior transação da história do futebol cearense.
Fez sua estreia pelo clube em 5 de fevereiro, entrando como substituto em uma vitória por goleada em casa por 5 a 0 sobre o Atlético Cearense, pelo Campeonato Cearense de 2020. Fez seu primeiro gol pelo clube em 8 de fevereiro, em uma vitória em casa por 3 a 0 sobre o Santa Cruz, pela Copa do Nordeste de 2020.

### Internacional

#### 2022
Em 16 de janeiro de 2022, o Fortaleza anunciou a venda de 35% de David para o Internacional por R$ 11 milhões. O clube cearense manteve 10% do atacante.
Em 6 de Março de 2022, marcou o seu primeiro gol com a camisa colorada na vitória de 1 a 0 contra o Aimoré. Na partida seguinte, no clássico Grenal, David marca novamente, fazendo o único gol da partida e novamente dando a vitória ao Internacional. Perdeu progressivamente espaço no time após a chegada do técnico Mano Menezes e as chegadas de jogadores como Wanderson e Pedro Henrique ao clube.

### São Paulo (empréstimo)

#### 2023
Foi contratado como novo reforço do São Paulo no dia 19 de janeiro de 2023, a pedido do técnico Rogério Ceni. David chegou por empréstimo até o final da temporada 2023, com o Tricolor cobrindo os valores do seu salário e com o valor dos seus direitos fixados em caso de uma futura compra.
Ainda mesmo no dia em que anunciado, em 20 de janeiro, entrou em campo como titular na vitória por 2x1 sobre a Ferroviária, no Paulistão. No segundo tempo, marcou o primeiro gol do São Paulo na partida, de cabeça, após cruzamento de Igor Vinícius.
Após tempo lesionado, voltou a jogar no dia 27 de maio, marcando no último lance do jogo o gol da vitória do São Paulo por 2x1, de virada, sobre o Goiás. Após confusão na área pós cobrança de escanteio, chutou com força no fundo de Tadeu para sacramentar a vitória Tricolor. O gol acabou colocando o clube, no momento, no G4 do Brasileirão.
Em 8 de junho, novamente após vir do banco, marcou o gol da vitória do Tricolor por 5x0 sobre o Tolima, na Sul-americana. Após jogada de velocidade de Juan, dominou na pequena área e finalizou de canhota no canto do goleiro.
Em 13 de julho, David marcou o gol da classificação do São Paulo, de virada, por 2x1 sobre o Palmeiras, no jogo de volta das quartas-de-final da Copa do Brasil. Após tiro do goleiro Rafael, tabelou com Juan e saiu na cara do goleiro adversário, batendo no canto e colocando o Tricolor nas semifinais do torneio.
No jogo seguinte, em 16 de julho, David teve uma atuação de gala na vitória por 4x1 sobre o Santos, marcando 1 gol e dando 1 assistência mesmo entrando no segundo tempo. Em um de seus primeiros lances, construiu uma bela jogada em velocidade com Juan e Nestor, com este último dando o passe para "DVD", como foi carinhosamente apelidado pela torcida, empurrar ao gol de João Paulo. Poucos minutos depois do gol, serviu o recém-contratado Alexandre Pato, deixando-o cara-a-cara com o goleiro para fazer o 4º gol da partida.

### Vasco da Gama (empréstimo)

#### 2024
Após temporada de empréstimo no São Paulo, onde fez 5 gols e 3 assistências em 39 partidas, David foi emprestado novamente para uma equipe do Campeonato Brasileiro. Em 7 de janeiro de 2024, o jogador foi anunciado como novo atleta do Vasco da Gama. Seu contrato vai até o final de 2024.
David estreou de forma não oficial pelo clube no torneio amistoso Série Rio de La Plata, disputado no Uruguai. Na ocasião ele atuou contra o clube argentino San Lorenzo, onde a partida valeria o troféu simbólico que levava o nome de Pablo Guiñazu, jogador identificado com sua passagem pelo Vasco, tendo David atuado na primeira etapa, onde não marcou gols.
Sua estreia oficial aconteceu no dia 26 de janeiro de 2024, contra o Madureira, no Campeonato Carioca. Seu primeiro gol aconteceu no dia 9 de fevereiro, na 7ª rodada do Estadual, quando o Vasco venceu o Audax por 1 a 0. Ao fim da competição, o Vasco terminou eliminado nas semifinais e com David marcando dois gols na competição.
Em 30 de setembro de 2024, o Vasco anunciou que o atacante David estaria fora da temporada 2024, devido a uma lesão que ocorreu no dia anterior, na partida entre Vasco e Cruzeiro, no Mineirão, válido pelo Campeonato Brasileiro. De acordo com exames de imagem detectaram uma lesão no ligamento cruzado anterior no joelho esquerdo.

## Mídia
Ainda em sua passagem no Fortaleza, o artista DJ Cabeça do MDG lançou, em 2021, o single "Tropa do DVD", em homenagem à David. A música se popularizou na capital cearense e continuou rotulada ao atacante após sua transferência ao Internacional e, posteriormente, ao São Paulo. Na capital paulista, o single ficou como uma marca de David, sendo utilizado tanto pelo perfil oficial do Tricolor quanto pelo próprio atleta.
Hoje, o vídeo oficial da música contém quase 200 mil visualizações no Youtube e 138 mil ouvintes mensais no Spotify.
| “                               | Em campo o trem 'tá solto, bota o homem pra' correr Zagueiro bateu no muro é mais um gol do DVD | ” |
| — Refrão da música Tropa do DVD |                                                                                                 |   |

## Estatísticas
- Atualizado até 19 de janeiro de 2023[61]

| Equipe            | Temporada         | Campeonato nacional | Campeonato nacional | Campeonato nacional | Copa nacional[a] | Copa nacional[a] | Copa nacional[a] | Competições continentais[b] | Competições continentais[b] | Competições continentais[b] | Outros torneios[c] | Outros torneios[c] | Outros torneios[c] | Total | Total | Total   |
| Equipe            | Temporada         | Jogos               | Gols                | Assist.             | Jogos            | Gols             | Assist.          | Jogos                       | Gols                        | Assist.                     | Jogos              | Gols               | Assist.            | Jogos | Gols  | Assist. |
| ----------------- | ----------------- | ------------------- | ------------------- | ------------------- | ---------------- | ---------------- | ---------------- | --------------------------- | --------------------------- | --------------------------- | ------------------ | ------------------ | ------------------ | ----- | ----- | ------- |
| Vitória           | 2015              | 24                  | 2                   | 2                   | 0                | 0                | 0                | —                           | —                           | —                           | 0                  | 0                  | 0                  | 24    | 2     | 2       |
| Vitória           | 2016              | 17                  | 2                   | 0                   | 2                | 0                | 0                | 1                           | 0                           | 0                           | 2                  | 1                  | 0                  | 22    | 3     | 0       |
| Vitória           | 2017              | 35                  | 6                   | 6                   | 6                | 0                | 0                | —                           | —                           | —                           | 22                 | 5                  | 0                  | 63    | 11    | 6       |
| Vitória           | Total             | 76                  | 10                  | 8                   | 8                | 0                | 0                | 1                           | 0                           | 0                           | 24                 | 6                  | 0                  | 109   | 16    | 8       |
| Cruzeiro          | 2018              | 19                  | 1                   | 1                   | 3                | 0                | 0                | 0                           | 0                           | 0                           | 0                  | 0                  | 0                  | 22    | 1     | 1       |
| Cruzeiro          | 2019              | 33                  | 0                   | 2                   | 4                | 0                | 0                | 5                           | 0                           | 0                           | 6                  | 3                  | 0                  | 48    | 3     | 2       |
| Cruzeiro          | Total             | 52                  | 1                   | 3                   | 7                | 0                | 0                | 5                           | 0                           | 0                           | 6                  | 3                  | 0                  | 70    | 4     | 3       |
| Fortaleza         | 2020              | 35                  | 7                   | 5                   | 2                | 2                | 0                | 2                           | 0                           | 0                           | 17                 | 3                  | 0                  | 56    | 12    | 5       |
| Fortaleza         | 2021              | 18                  | 4                   | 1                   | 8                | 4                | 1                | —                           | —                           | —                           | 15                 | 4                  | 3                  | 41    | 12    | 5       |
| Fortaleza         | Total             | 53                  | 11                  | 6                   | 10               | 6                | 1                | 2                           | 0                           | 0                           | 32                 | 7                  | 3                  | 97    | 24    | 10      |
| Internacional     | 2022              | 21                  | 0                   | 0                   | 1                | 0                | 0                | 6                           | 0                           | 0                           | 11                 | 2                  | 0                  | 39    | 2     | 0       |
| Internacional     | Total             | 21                  | 0                   | 0                   | 1                | 0                | 0                | 6                           | 0                           | 0                           | 11                 | 2                  | 0                  | 39    | 2     | 0       |
| São Paulo         | 2023              | 0                   | 0                   | 0                   | 0                | 0                | 0                | 0                           | 0                           | 0                           | 1                  | 1                  | 0                  | 1     | 1     | 0       |
| São Paulo         | Total             | 0                   | 0                   | 0                   | 0                | 0                | 0                | 0                           | 0                           | 0                           | 1                  | 1                  | 0                  | 1     | 1     | 0       |
| Total na carreira | Total na carreira | 202                 | 22                  | 17                  | 26               | 6                | 1                | 14                          | 0                           | 0                           | 74                 | 19                 | 3                  | 313   | 47    | 21      |

- a. ^ Jogos da Copa do Brasil
- b. ^ Jogos da Copa Sul-Americana e Copa Libertadores da América
- c. ^ Jogos da Copa do Nordeste, Campeonato Baiano, Campeonato Mineiro, Campeonato Cearense e Campeonato Paulista

## Títulos
Vitória
- Campeonato Baiano: 2016, 2017

Cruzeiro
- Campeonato Mineiro: 2018, 2019
- Copa do Brasil: 2018

Fortaleza
- Campeonato Cearense: 2020, 2021

São Paulo
- Copa do Brasil: 2023[62]

Vasco da Gama
- Troféu Serie Río de La Plata: 2024 (Pablo Guiñazú / Juan Ahuntchain)[63][64]